# Kiyoyuki Yanada
Kiyoyuki Yanada (jap. 梁田 清之 Yanada Kiyoyuki; ur. 10 maja 1965 w Tokio, zm. 14 listopada 2022) – japoński seiyū, dawniej związany z firmą 81 Produce. Okazjonalnie udzielał również głosu w dubbingu.

## Wybrane role głosowe

### Anime
- Slam Dunk – Takenori Akagi
- Kapitan Jastrząb – Hiroshi Jito
- Wojowniczki z Krainy Marzeń – Geo Metro
- Dragon Ball GT – generał Rildo
- Pokémon –
  - Lider Kaz,
  - Ojciec Kojirō (ojciec Jamesa)
- Digimon Adventure – Andromon
- Digimon Adventure 02 – Andromon
- Digimon Tamers –
  - Andromon,
  - Guardromon
- Digimon Frontier – Asuramon
- Transformers Armada – Megatron
- Bleach –
  - Tessai Tsukabishi,
  - Baigon
- Oh! My Goddess! – Toraichi Tamiya
- Black Lagoon – Ginji Matsuzaki
- Code Geass: Lelouch of the Rebellion – Andreas Darlton
- Naruto – Chikara
- D.Gray-man – Noise Marie
- Death Note – Takeshi Ōi
- Tengen Toppa Gurren Lagann – Thymilph
- Hunter × Hunter –
  - Todo,
  - Tsezguerra

### Tokusatsu
- Ninja Sentai Kakuranger – Amanojaku
- Chōriki Sentai Ohranger – Locker Knight
- Hyakujū Sentai Gaoranger – Samurai Doll Org
- Kamen Rider Agito – El Wodny
- Ninpū Sentai Hurricanger – Tau Zanto
- Bakuryū Sentai Abaranger – Janin Iiga
- Kamen Rider Blade – Nieumarły Pająk
- Mahō Sentai Magiranger – Hades Beastman Beldan The Behemoth
- Gōgō Sentai Boukenger – Narga
- Kamen Rider Den-O – Bat Imagin
- Engine Sentai Go-Onger –
  - Yogostein,
  - Yogoshimacritein
- Zyuden Sentai Kyoryuger – Debo Tairyoun
- Shuriken Sentai Ninninger – Western Yokai Franken